# Orde van de Leeuw (Malawi)

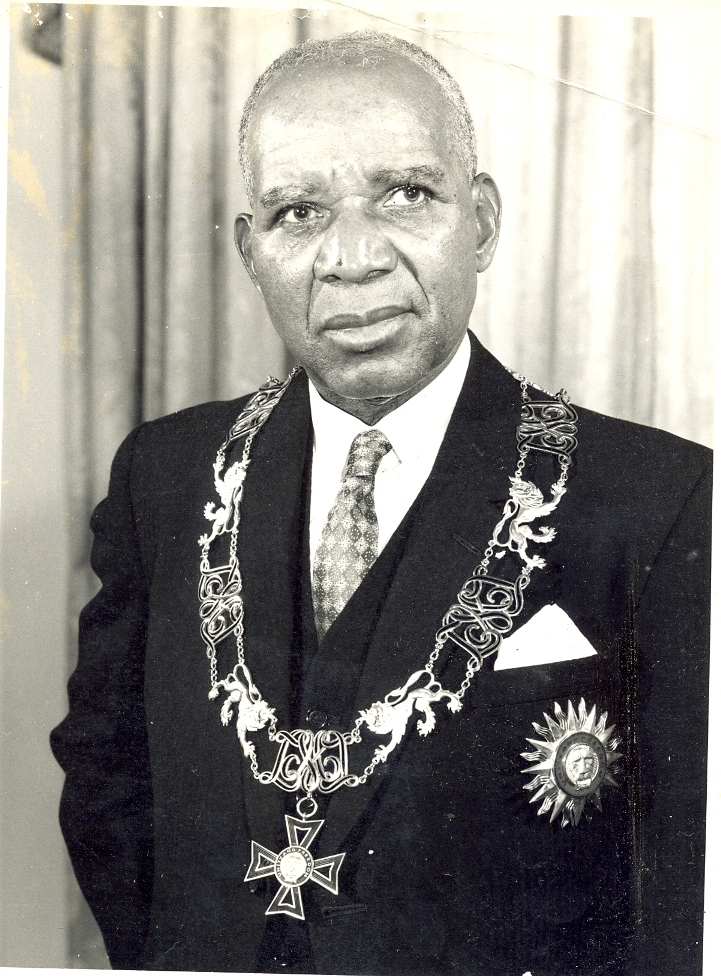
President Hastings Banda met Orde van de Leeuw

De republiek Malawi heeft sinds de onafhankelijkheid van dat land een enkele ridderorde ingesteld, de Orde van de Leeuw geheten. Deze in 1967 ingestelde orde van verdienste kent de gebruikelijke vijf graden.
- Grootcommandeur
- Grootofficier
- Commandeur
- Officier
- Ridder

Aan de orde is ook een medaille verbonden. Het kleinood is een zwart Kruis van Malta met een leeuwenkop in het centrale medaillon met rode ring. Op de armen is een dubbele bies aangebracht. Het lint is rood met twee smalle gouden strepen.
De ster is een zonnesymbool. Op een zonneschijf met twaalf zilveren en twaalf kronkelende gouden stralen is een medaillon met rode ring gelegd. Op de ring staat het motto "UNITY AND FREEDOM" in gouden letters. In het centrale medaillon is een grote gouden leeuwenkop in reliëf geplaatst. De leeuw heeft gouden manen.